# Емілі Донелсон
Емілі Донелсон (1 червня 1807 — 19 грудня 1836) — племінниця Рейчел Донелсон Джексон, господиня Білого дому та перша леді Сполучених Штатів.

## Рання життя і шлюб
Емілі Теннессі Донелсон народилася на фермі свого батька в Донелсоні, штат Теннессі. Її батько, Джон Донелсон, був братом Рейчел Донелсон Джексон, дружини майбутнього президента Ендрю Джексона. На відміну від багатьох дівчат свого часу, Емілі здобула офіційну освіту. Вона навчалася в жіночій академії Нешвілла в Нешвіллі у своєї племінниці Мері Енн Істін і вважалася успішною студенткою.
16 вересня 1824 року сімнадцятирічна Емілі вийшла заміж за Ендрю Джексона Донелсона. Донелсон був двоюрідним братом Емілі та підопічним їхніх спільних дядька та тітки Ендрю та Рейчел Донелсон Джексон. У пари було четверо дітей: Ендрю Джексон Донелсон-молодший (1826—1859), Мері Емілі Донелсон (1829—1905), Джон Семюел Донелсон (1832—1863) і Рейчел Джексон Донелсон (1834—1888).

## Господиня Білого дому
Було припущено, що ще до смерті Рейчел Донелсон Джексон в 1828 році Джексон планував, щоб Емілі супроводжувала їх до Вашингтона, щоб допомагати Рейчел виконувати обов'язки господині Білого дому. Джексони підтримували подібну домовленість з Емілі в Ермітажі, їхній плантації в Теннессі. Смерть Рейчел Донелсон Джексон спричинила відмову від цих планів, і Ендрю Джексон попросив Емілі взяти на себе всі обов'язки господині Білого дому, що вона зробила за допомогою своєї племінниці Мері Енн Істін.
Емілі приїхала до Вашингтона у віці 21 року. Її чоловік Ендрю Джексон Донельсон був особистим секретарем президента Джексона. Перші місяці правління Джексона були періодом жалоби за Рейчел Донелсон Джексон. Неофіційний період жалоби закінчився, коли Емілі влаштувала новорічну вечірку в Білому домі 1 січня 1830 року.

## Справа юбки і звільнення
У 1829 році суспільство Вашингтона почало гудіти чутками навколо Пеггі Ітон, нової дружини військового міністра Джона Генрі Ітона. Ходили чутки, що стосунки пари почалися як позашлюбний зв'язок, і що перший чоловік Пеггі покінчив життя самогубством, коли дізнався про їхні стосунки. Судмедексперти дійшли висновку, що він помер від пневмонії, але чутки тривали.
Наростаючий скандал, який незабаром отримав прізвисько «Справа Юбки», почав розколовувати кабінет Джексона. Дружини кількох членів кабінету Джексона, зокрема Флорід Калхун, дружина віце-президента Джона К. Калхауна, відмовилися прийняти Пеггі у вашингтонському суспільстві і зневажливо ставилися до пари.
Президент Джексон вважав поводження з Пеггі Ітон невиправданим і несправедливим. Він також порівнював поводження зі своєю покійною дружиною. Джексони не знають, що Рейчел все ще була законно одруженою зі своїм першим чоловіком, коли вийшла заміж за Ендрю Джексона, оскільки він почав шлюборозлучний процес проти Рейчел, але справа не була завершена. Цей факт був виявлений прихильниками Джона Квінсі Адамса під час виборів 1828 року. Вони нещадно накинулися на Рейчел як на перелюбницю і двоєлюбку. Хоча з 1825 року Рейчел мала слабке здоров'я, Джексон звинуватив її смерть у грудні 1828 року на стресах кампанії. Джексон вважав, що суспільство Вашингтона несправедливо поводиться з Пеггі, так само як і з його покійною дружиною.
Джексон почав тиснути на своїх підлеглих, щоб вони погодилися на пару. Емілі стала на бік групи, яка хотіла зневажити Ітонів. Коли Джексон зіткнувся з Емілі, вона дещо поступилася і включила Пеггі до функцій Білого дому, але Емілі надала їй основні ввічливості і нічого більше. Ситуація загострилася, коли Ітони відхилили запрошення Джексона на вечерю в Білому домі на початку 1830 року. Коли Джексон поцікавився, чому вони відхилили його запрошення, Пеггі посилалася на холодне ставлення Емілі.
Емілі та Ендрю Джексони влітку 1830 року поїхали до Ермітажу на канікули. На той час розрив між Президентом і Емілі зріс настільки великий, що Емілі відмовилася залишатися в Ермітажі, замість цього вирішила залишитися в будинку своєї матері. Коли Джексон повернувся до Вашингтона, його супроводжував Ендрю Джексон Донельсон, а Емілі ні. Джексон попросив Емілі повернутися і відновити свої обов'язки. Однак вона відмовилася це робити, поки Джексон продовжував наполягати на прийнятті Пеггі Ітон у Білому домі.
Починаючи з 1834 року, Сара Йорк Джексон, невістка президента Джексона, служила господинею Білого дому. Існують суперечливі відомості про відсутність Емілі Донельсон у Білому домі протягом трьох років, коли Сара Йорк Джексон була господинею. Когорта вчених вважає, що причиною було її лікування Пеггі Ітон, а інші стверджують, що це було її загострення туберкульозу.

## Хвороба і смерть
Здоров'я Емілі почало погіршуватися в 1836 році. У червні того ж року вона поїхала на оздоровлення в Топольовий гай (пізніше названий Тюльпановим гаєм), свою плантацію, що прилягала до Ермітажу. Її здоров'я продовжувало погіршуватися, і вона померла того грудня у віці 29 років від туберкульозу Повідомляється, що вона померла, дивлячись у вікно, чекаючи, коли її чоловік повернеться додому.